# Empresa Municipal de Urbanização de São Paulo
A Empresa Municipal de Urbanização de São Paulo, também conhecida pela sigla EMURB, foi uma empresa pública vinculada à prefeitura de São Paulo, no Brasil.
Criada pela lei municipal número 7 670, de 24 de novembro de 1971, atua no replanejamento urbano do município, majoritariamente nas áreas em processo de transformação ou deterioração.
A reestruturação do Edifício Martinelli, do Palácio das Indústrias, as reurbanizações do Vale do Anhangabaú, da Praça da Sé e da Praça Roosevelt, e a conversão de vias centrais em calçadões destacam-se entre as principais obras realizadas pela empresa.
Foi extinta em 2009, quando foi cindida na São Paulo Urbanismo e São Paulo Obras.